# Аррак, Юри
Юри Аррак (эст. Jüri Arrak; 24 октября 1936, Таллин — 16 октября 2022, Таллин) — эстонский живописец, график, художник по металлу, основоположник эстонского авангардизма.

## Биография
Юри Аррак родился 26 октября 1936 года в Таллине в семье служащих.
В 1955 году окончил Таллинский горный техникум (эст. Tallinna Mäetehnikum) (картина «Лава», 1966), работал в Ленинграде таксистом (работа «Такси», 1966).
В 1966 году окончил Эстонский государственный художественный институт по специальности «художник по металлу» и с 1968 по 1969 год работал на киностудии «Таллинфильм» художником по металлу, художником-постановщиком в фильмах «Гладиатор» (1969), «Сойти на берег» (1972), «Учитель» (1979).

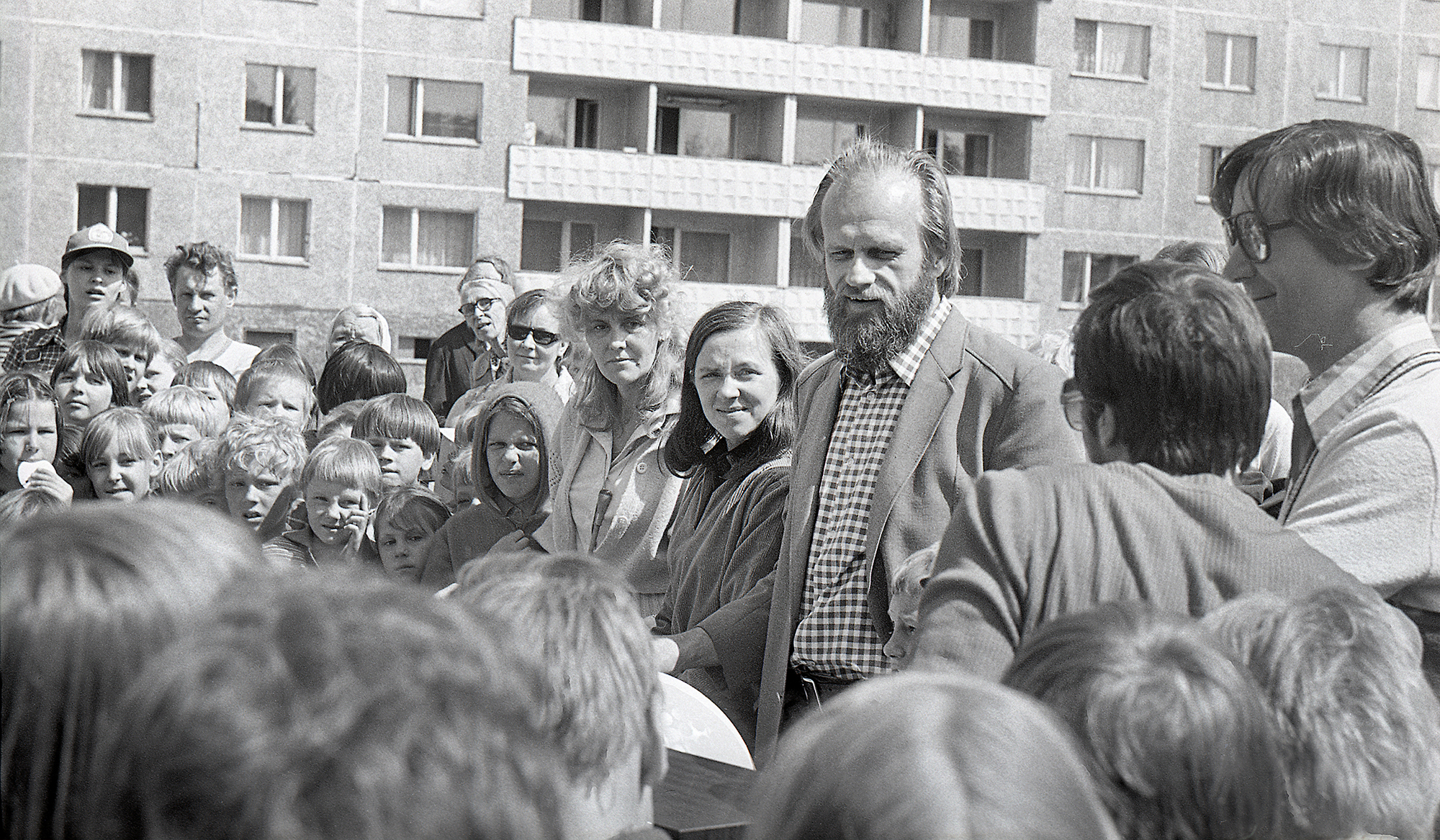
Юри Аррак, 1981

С 1969 года Аррак состоял членом Союза художников Эстонской ССР, с 1972 по 1973 год — председателем секции графики Эстонского союза художников, а с 1982 по 1987 год — председателем секции живописи.
В 1988 году Юри Арраку было присвоено звание народного художника Эстонии.
С 1996 по 1997 год Аррак работал приглашённым профессором Тартуского университета.
С 2003 года являлся членом Европейской академии наук и искусств.
Как актёр снялся в нескольких фильмах «Таллинфильма», в частности, исполнил роль художника Антса Лайкмаа в фильме «Рождество в Вигала» (1980).
Пробовал себя в литературном творчестве, написав детскую книгу «Майв».
Скончался 16 октября 2022 года.

## Творчество

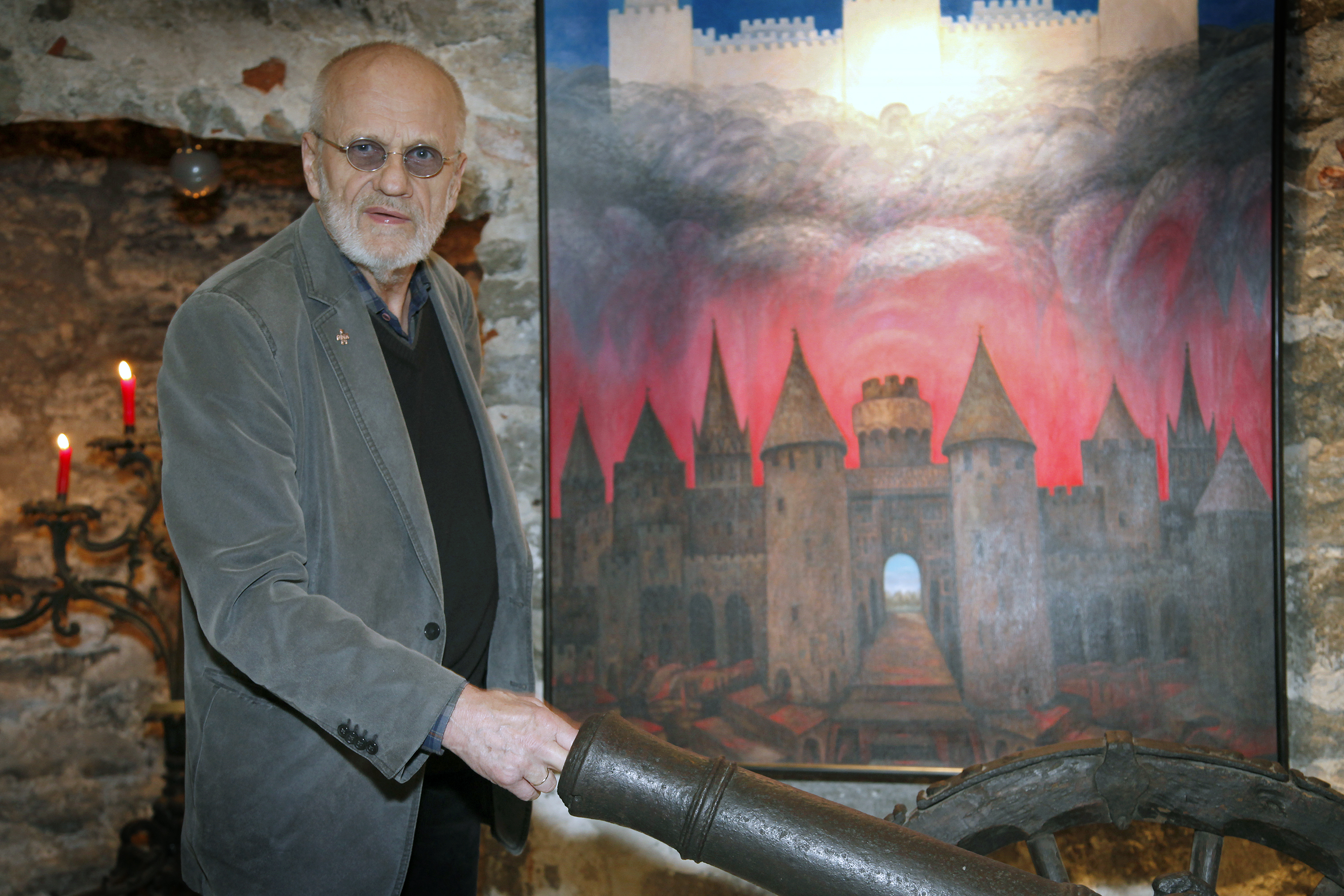
Юри Аррак, 2013

Для творчества художника характерно обращение к теме религиозной философии (картина «Prohvet» («Пророк»); алтарь в церкви Халлисте) и эстонского национального эпоса.
Работы Юри Аррака вошли в экспозиции таких музеев, как музей Куму в Таллине, Музей современного искусства в Нью-Йорке, Краковский национальном музее, Государственная Третьяковская галерея в Москве, Музей Людвига в Ахене, музей Рандерса, Нарвский музей («Семья» (1978) и «Варьете» (1980)).
На счету Аррака 90 персональных выставок, в том числе Tagasivaatav mees (с эст. — «Оглядывающийся назад» в 2006 году и юбилейная выставка Vaimne tee (с эст. — «Духовный путь», проходившая в Пярну в 2011 году.
Работы Аррака использовались в оформлении альбомов группы Metsatöll. В оформлении альбома Äio была использована картина художника «Kuju kujuga» (с эст. — «Форма с формой»), созданная в 1999 году, вошедшая в частную коллекцию.
В 2010 году в своём клипе «Vaid Vaprust» (с эст. — «Просто храбрость») группа Metsatöll использовала фрагменты мультфильма «Большой Тылл», в создании которого Аррак участвовал в качестве художника и режиссёра В 1982 году.
По мотивам мультфильма «Большой Тылл» была издана детская книга, состоящая из 28 крупных иллюстраций Юри Аррака с кратким пересказом сюжета.

## Признание
Вошёл в составленный в 1999 году по результатам письменного и онлайн-голосования список 100 великих деятелей Эстонии XX века.
Награды
Удостоен 14 крупных наград, в том числе:
- Орден Белой звезды (2000)[4][5]

## Семья
Отец — Карл Аррак.
Сводный брат — Хенно Аррак.
Жена — Урве Аррак (1938—2011), художник по коже. В браке с ней родилось два сына.
Сын — Арно Аррак (р. 1963), художник.
Жена — Иви Аррак, художник.